# Sukidion inores
Sukidion inores är en fjärilsart som beskrevs av William Chapman Hewitson 1872. Sukidion inores ingår i släktet Sukidion och familjen juvelvingar. Inga underarter finns listade i Catalogue of Life.

## Bildgalleri

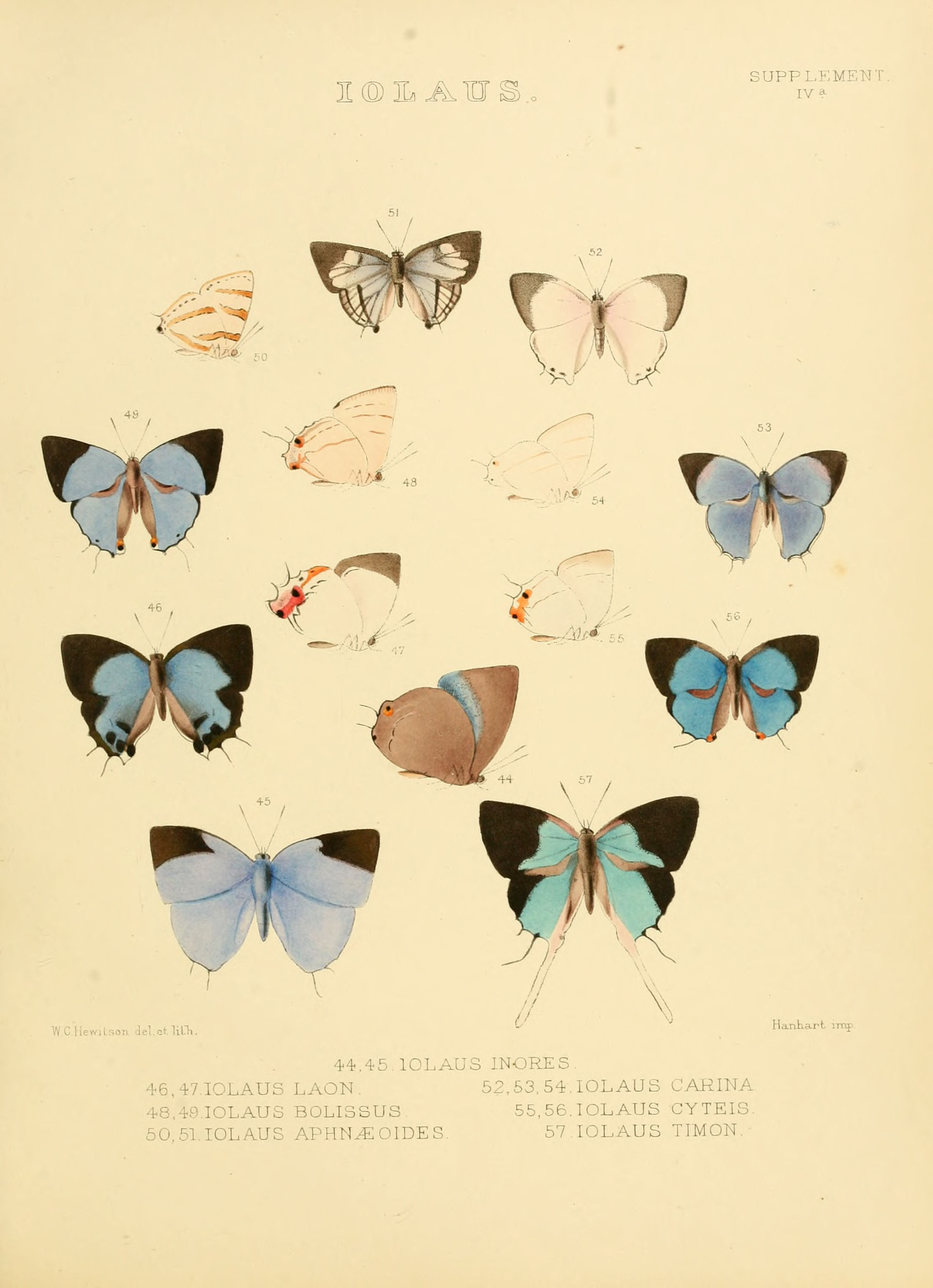
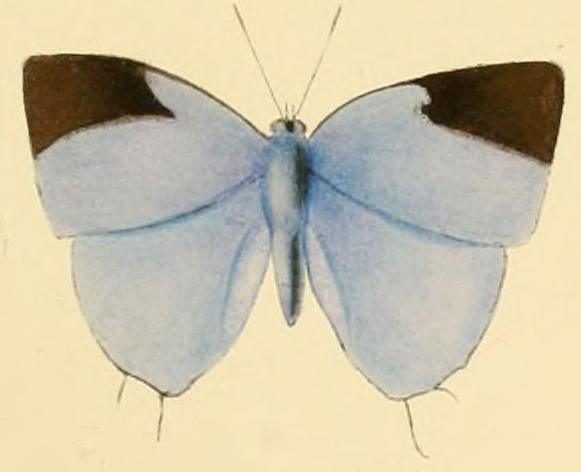